# Houillères d'Ahun
Les houillères du bassin d'Ahun-Lavaveix sont des mines de charbon situées dans un petit bassin minier localisé au centre du département français de la Creuse, principalement sur les communes de Lavaveix-les-Mines et Saint-Médard-la-Rochette, près de la commune d'Ahun.
L'exploitation du bassin s'est effectuée en deux temps : dans un premier temps à partir du XVIIe siècle jusqu'en 1928, puis de façon plus industrielle de 1945 à 1969. Sur l'ensemble de sa période d'activité, le bassin a compté 210 ouvrages miniers différents,.
L'appellation de houillères d'Ahun correspond à la dénomination de la société privée qui a exploité les différents puits de mine du bassin d'Ahun-Lavaveix de 1863 à 1969. Contrairement à la majeure partie des bassins houillers français, celui d'Ahun n'a jamais été nationalisé.
Le bassin d'Ahun-Lavaveix est l'un des deux bassins houillers de la Creuse, avec celui de Bosmoreau, situé à environ 25 km à l'ouest.

## Géographie

Localisation du gisement sur la carte des bassins houillers français.

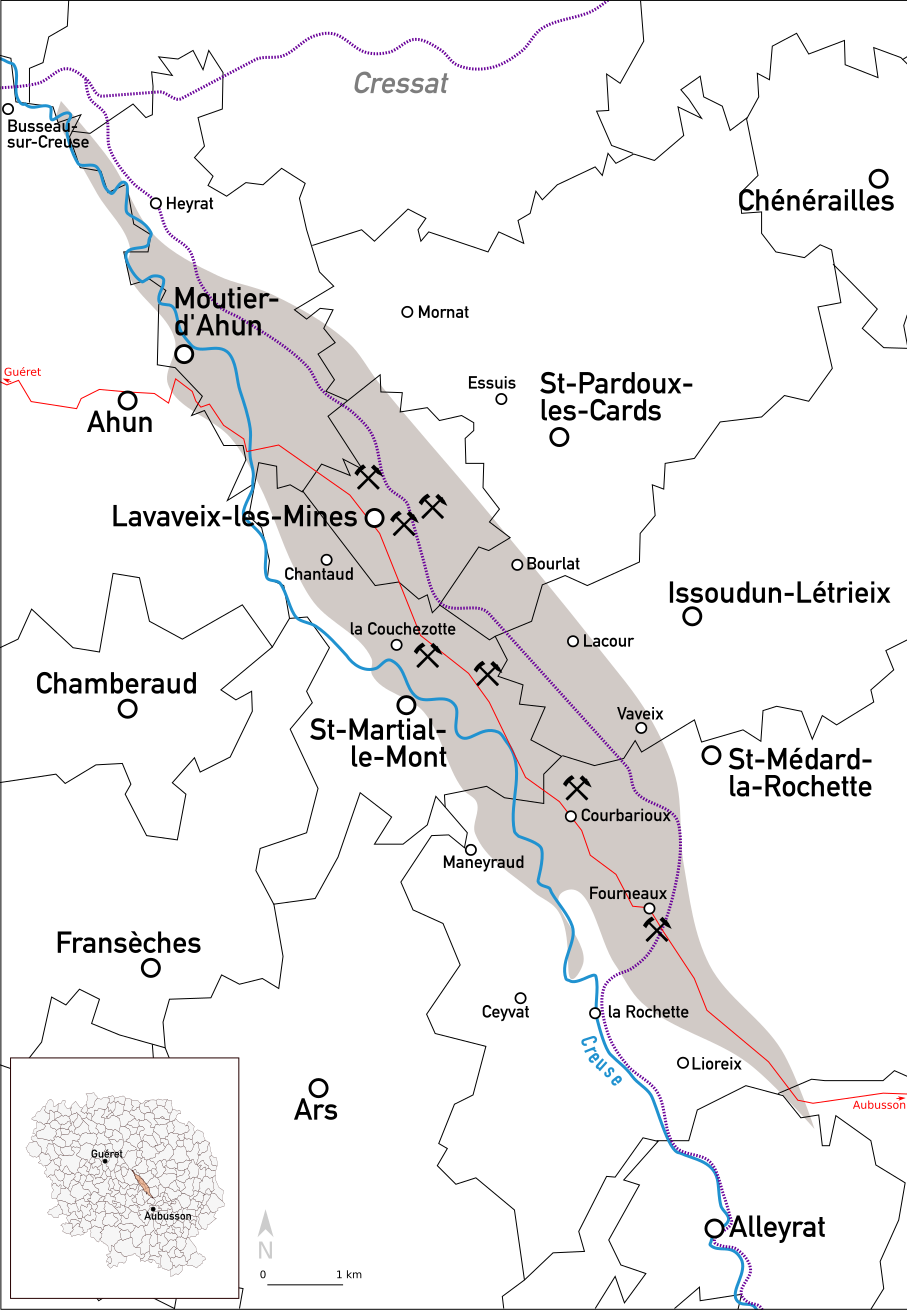
Carte du bassin et des principaux puits de mine.

### Situation

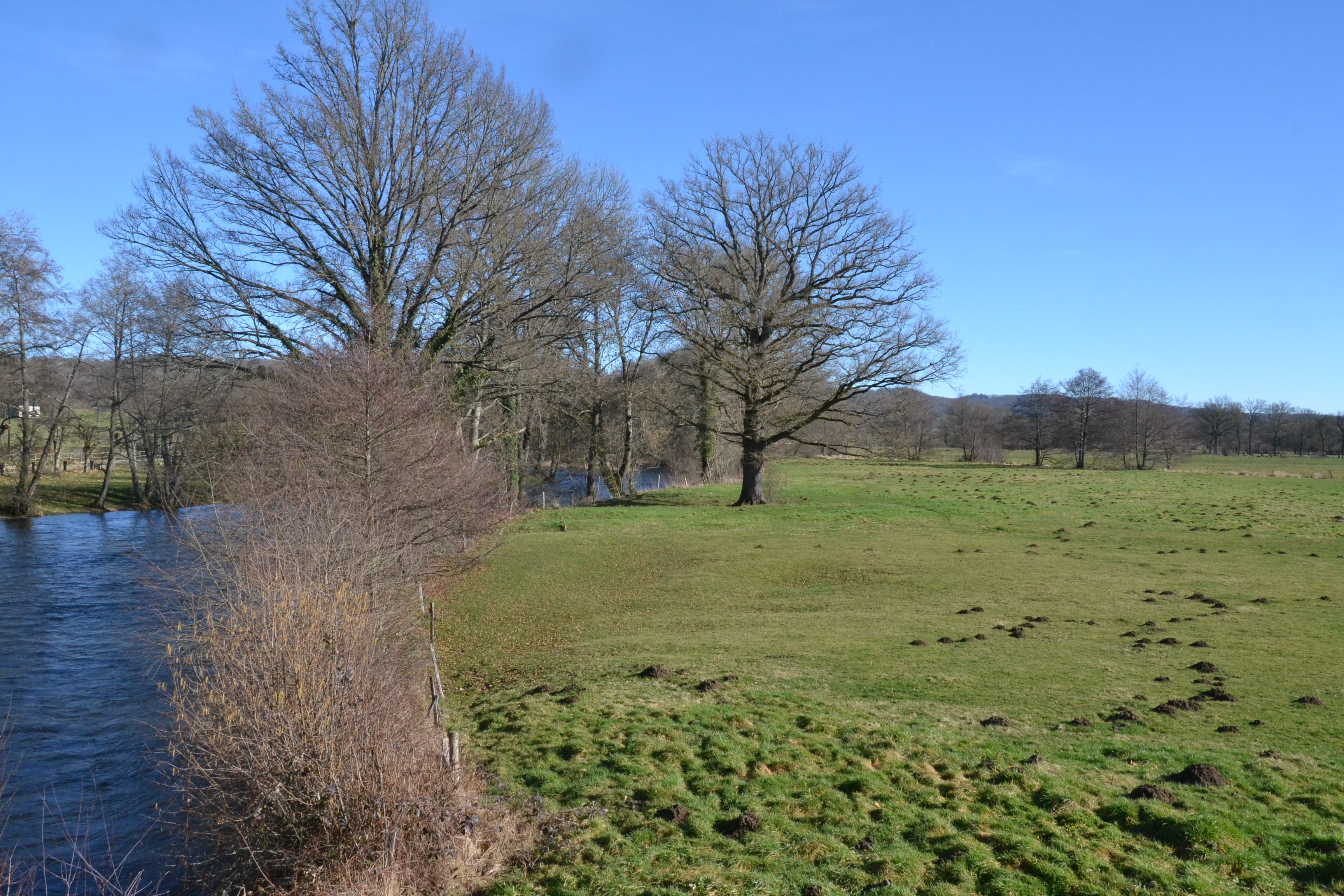
La Creuse à Moutier-d'Ahun, extrémité septentrionale du bassin.

Le bassin minier d'Ahun-Lavaveix s'étend sur 14 kilomètres de long et en moyenne 1,5 kilomètre de large. Il constitue un bassin d'effondrement post-hercynien, d'âge stéphanien, bordé par le massif granitique de Guéret et entaillé par le passage de la rivière Creuse, qui le traverse du sud-est ou nord-ouest. Selon la classification proposée par la DREAL et l'Université de Limoges, le territoire s'inscrit dans l'unité paysagère des collines d'Aubusson-Bellegarde, marquée par un modelé alternativement vallonné et tabulaire, semi-bocager, piémont incliné du plateau de Millevaches situé au sud.
Le bassin minier s'étend en partie sur sept communes : Ahun, Lavaveix-les-Mines, Moutier-d'Ahun, Saint-Médard-la-Rochette, Issoudun-Létrieix, Saint-Pardoux-les-Cards et Saint-Martial-le-Mont , pour une superficie approximative de 25 km2.

### Géologie
Les terrains carbonifères se localisent dans une série géologique constituée de grès, de schistes et de couches charbonneuses, dont l'épaisseur maximale atteint 350 mètres et où se superposent dix-huit couches de charbon dont 3 ont un « caractère économique » d'une puissance de 0,5 à 6 mètres d'épaisseur. Certaines couches affleurent à l'est du bassin.

## Histoire

### Découverte et débuts de l'exploitation
De premiers sondages permettent d'estimer les débuts d'une exploitation artisanale des gisements de charbon dès le XIIIe siècle, mais les traces écrites les plus anciennes de cette activité ne datent que du XVIIe siècle. Ces premiers textes évoquent déjà une exploitation en deux lieux : au nord, près du lieu-dit de La Vaveix, et au sud, dans le secteur de Courbarioux-Fourneaux. La réglementation royale de l'extraction de houille, introduite en 1774, est déclinée localement en actes qui autorisent certains propriétaires à exploiter le minerai. En 1779, Coursaget et Barret le Jeune se voient concéder l'exploitation au nord du périmètre, tandis que celle du sud est attribuée en 1786. Les titres expirent respectivement en 1794 et 1801, et s'ensuit une exploitation plus anarchique, qui est le fait de riverains et propriétaires aisés. En 1807, deux nouvelles sociétés (Société des Quatre et Société des Vingt-et-un), entreprennent d'exploiter le charbon ; leur périmètre d'intervention est modifié en 1808 et elles deviennent Société du Nord et Société du Sud.
La loi du 21 avril 1810 relative aux mines, aux minières et aux carrières reconnaît implicitement les deux sociétés d'exploitation du bassin d'Ahun jusqu'en 1817, quand une ordonnance royale partage à nouveau les deux concessions en deux nouvelles sociétés, l'une au nord et l'autre au sud, dont l'activité demeure faible.

### Essor

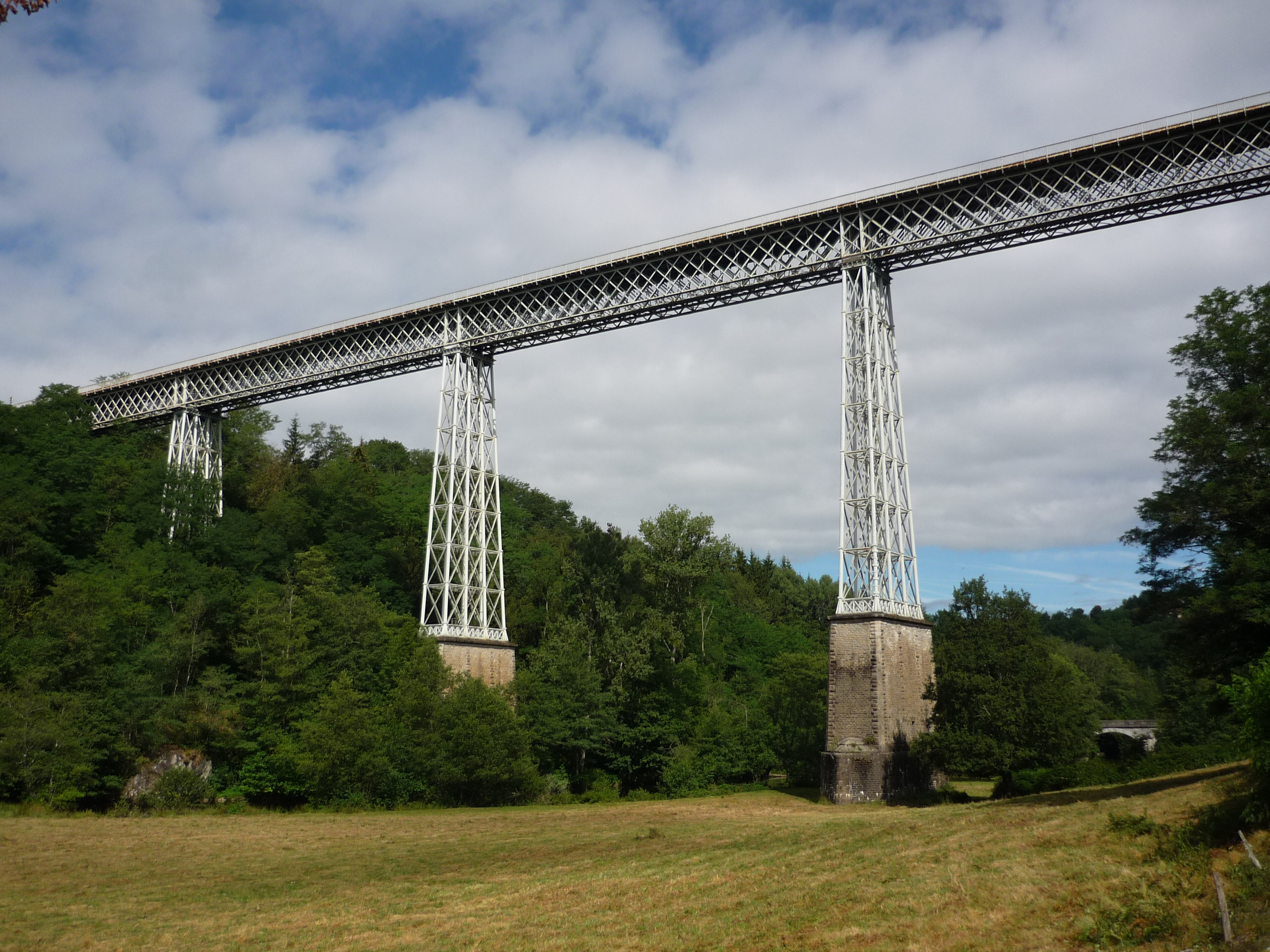
La mise en service des liaisons ferroviaires (ici le viaduc de Busseau) favorise le développement du bassin minier.

En 1856, l'entrée de capitaux parisiens et le rachat des deux sociétés signifient un regain d'activité pour le site. D'importants investissements sont consentis, notamment l'élargissement des anciens puits, la construction de nouveaux puits et d'ateliers. En 1863, les deux concessions sont réunies en une seule Société anonyme des Houillères d'Ahun, validant un décret impérial pris en ce sens le 8 janvier 1862. Les statuts de la nouvelle société sont acceptés le 9 mai 1863,. Les travaux d'agrandissement des installations minières se multiplient dès lors. L'activité profite aussi du développement des infrastructures ferroviaires, avec la mise en service de la ligne entre Saint-Sulpice-Laurière et Busseau-d'Ahun le 21 novembre 1864, prolongée vers Montluçon et vers Fourneaux - première section de la ligne vers Ussel - dès l'ouverture du viaduc de Busseau. La ligne est prolongée vers Aubusson en 1871, gagne Felletin en 1882 et enfin Ussel en 1905. Le développement du chemin de fer facilite aussi l'installation de nouvelles industries à proximité (verreries, fours à chaux, briqueterie).
Pour accompagner le succès de l'activité et l'explosion démographique qui en découle, le bourg de Lavaveix est érigé en commune indépendante en 1868. Le territoire comprend des portions des communes de Saint-Pardoux-les-Cards et Saint-Martial-le-Mont. La nouvelle commune accueille de nombreux services, dont un commissariat de police qui est installé en 1876. Cette année marque d'ailleurs le record de population pour Lavaveix, avec 4 108 habitants. La société des Houillères s'implique dans cet aménagement, contribuant à financer la construction de l'église et de l'école communale.
Vers 1870-1872, les houillères d'Ahun exploitent 60 fours à coke. L'année 1874 est celle du record d'extraction, avec 354 000 tonnes,.
Le photographe creusois Alphonse de Nussac signe au tournant du siècle de nombreux clichés de cette activité.

Les houillères en activité
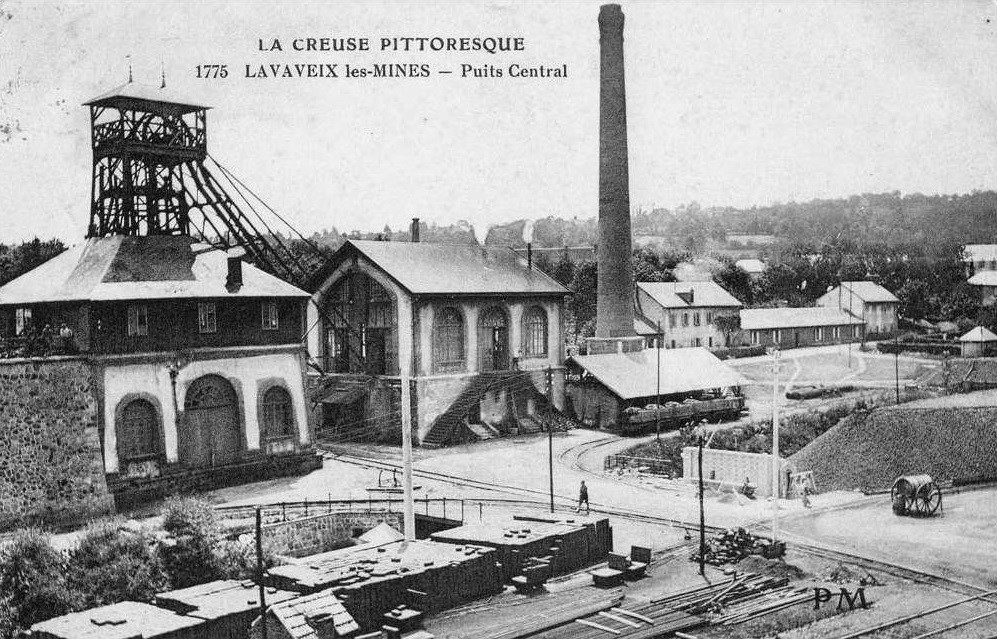
Le puits Central.
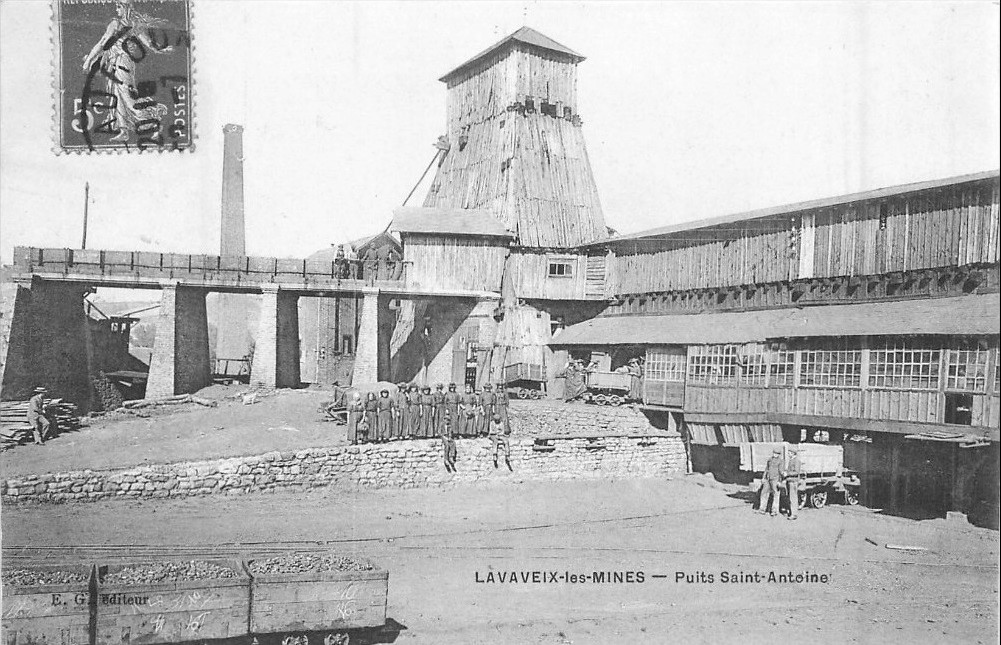
Le puits Saint-Antoine.
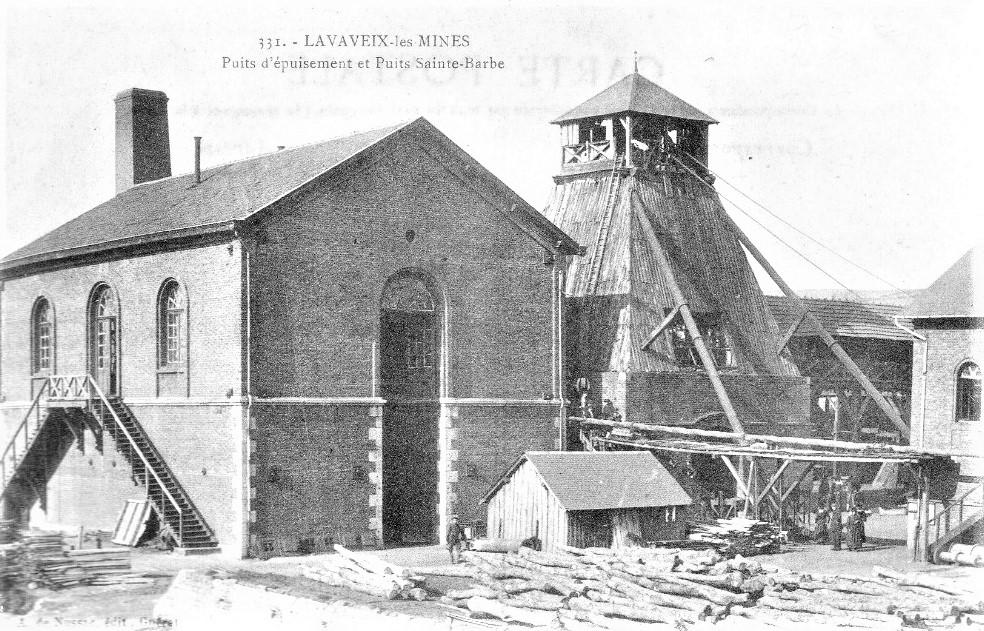
Le puits Sainte-Barbe et le puits d'exhaure.

### Le déclin et la fermeture des mines
La productivité des houillères d'Ahun, prometteuse, déçoit finalement, et décline dès la fin des années 1870, alors que dans le même temps les grands bassins houillers français connaissent leur essor. Initialement créée pour une durée de cinquante ans, la société se mue en 1899 en une Compagnie anonyme, susceptible d'émettre des obligations à long terme, mais la production continue de baisser. Décidées par le patronat, les baisses de salaire et l'augmentation du temps de travail consécutives à ce marasme stimulent d'importants mouvements de grève en 1877, 1914 ou en 1927-1928, parfois violemment réprimés,,,. En 1928, la concession Nord est fermée, et les puits abandonnés sont rapidement inondés.
La compagnie essaie de diversifier ses activités en commercialisant des briquettes schisto-calcaires et en reprenant provisoirement la gestion de concessions en Haute-Loire et dans le Puy-de-Dôme, mais ces gisements cessent d'être exploités dès la fin de la Seconde Guerre mondiale. Le charbon d'Ahun est alors principalement vendu à la Compagnie ferroviaire du Paris-Orléans. Décidée en conseil d'administration de la compagnie en 1904, la mise en eau du barrage poids de Chantegrêle en 1906, qui doit permettre l'alimentation électrique des mines, ne suffit pas à enrayer le déclin du bassin,, bien qu'elle contribue à l'électrification des campagnes creusoises.
La Reconstruction dope à nouveau la production, mais la faiblesse des gisements creusois ne permet pas au bassin d'Ahun-Lavaveix d'entrer dans le programme des nationalisations minières décidées en 1946. En 1945, le Gouvernement provisoire autorise la location de la concession Nord, abandonnée depuis 1928, à une société à responsabilité limitée, la Société de recherche et d'exploitation des mines d'Ahun-Nord, et l'amodiation est renouvelée ensuite tous les trois ans.
Sans subventions publiques, avec un écoulement annuel de 10 000 à 15 000 tonnes, le site de Lavaveix est cependant voué à la disparition. La dernière descente dans les puits de la concession Sud intervient le 31 mars 1961. Au Nord, les nouvelles techniques d'exploitation permettent de relancer et maintenir l'activité plusieurs années encore ; après une première suspension entre août et décembre 1968, la mine ferme définitivement le 28 février 1969. Les derniers mineurs sont en partie réemployés dans le secteur du bâtiment et des travaux publics.

### Galerie d'illustrations

Habitat minier
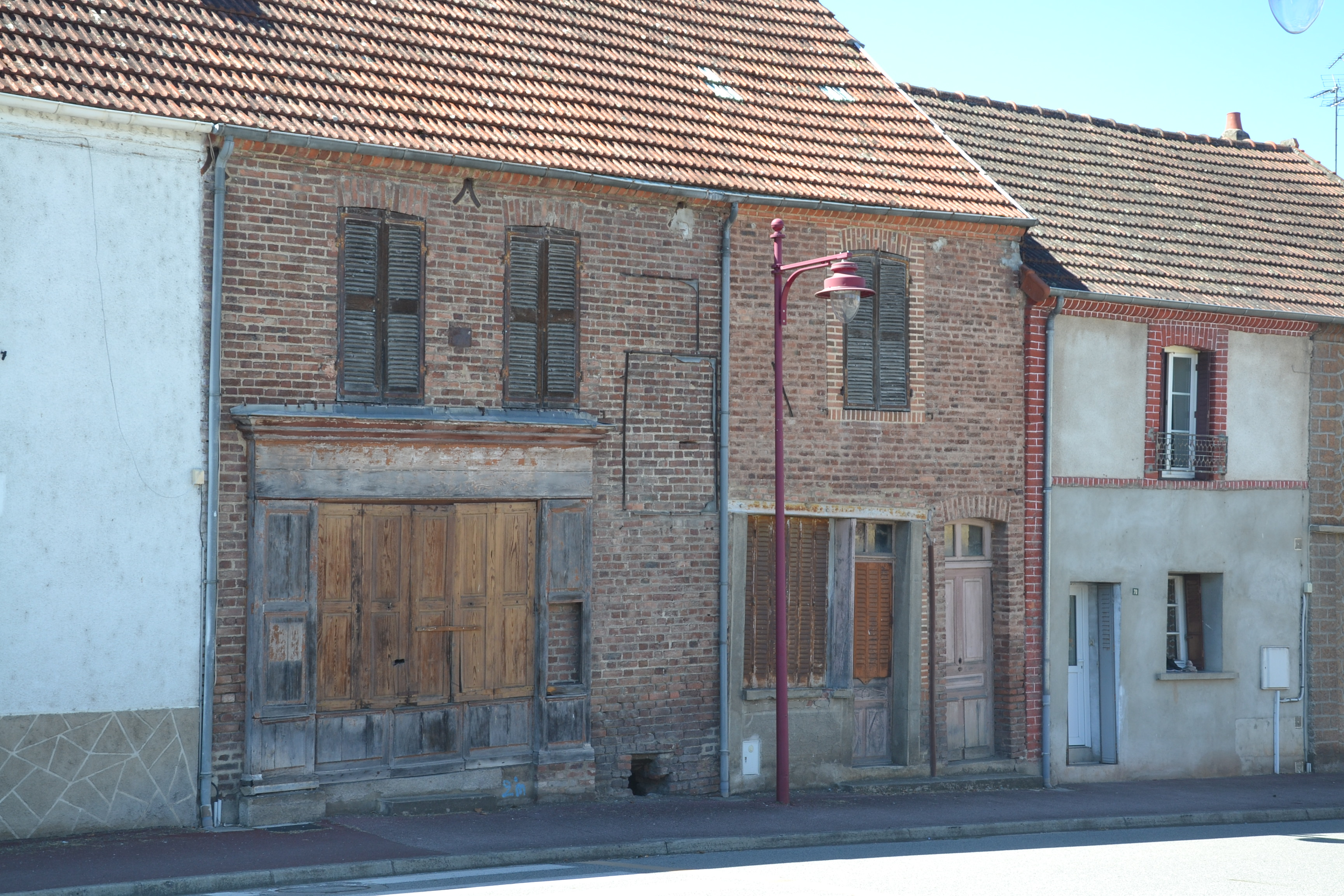
Habitat typique du centre-bourg.
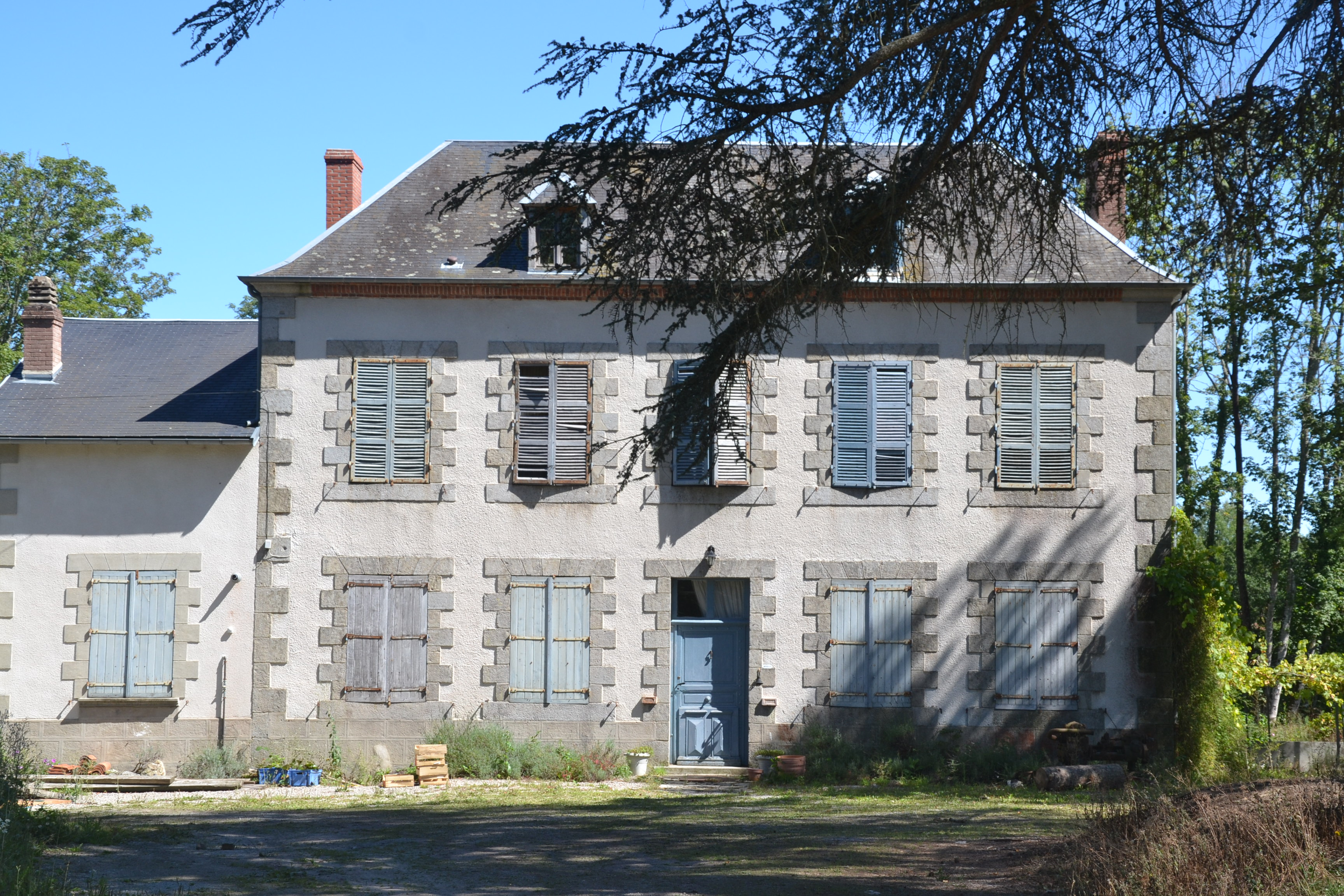
Maison patronale.
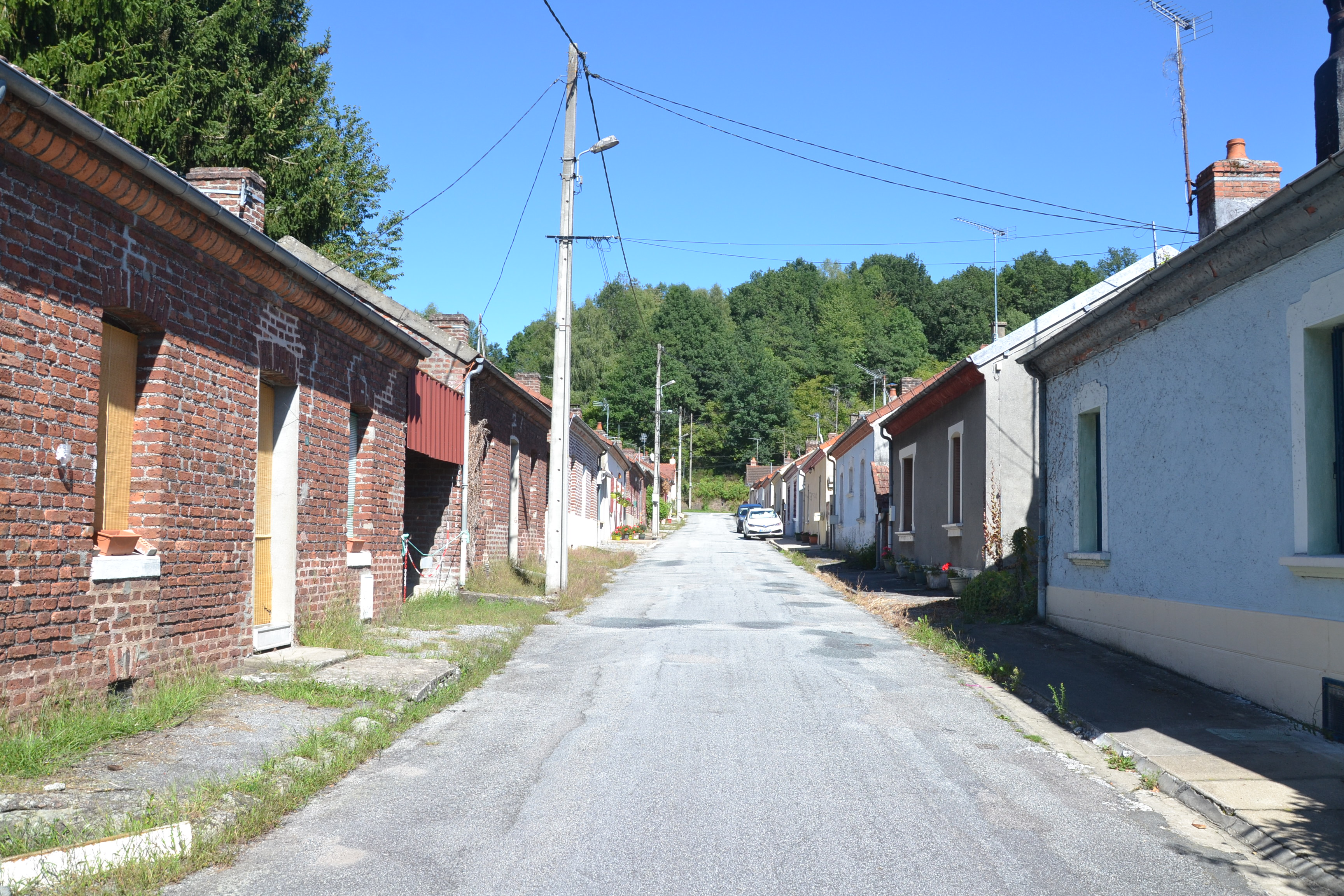
Cité minière Saint-Jacques.
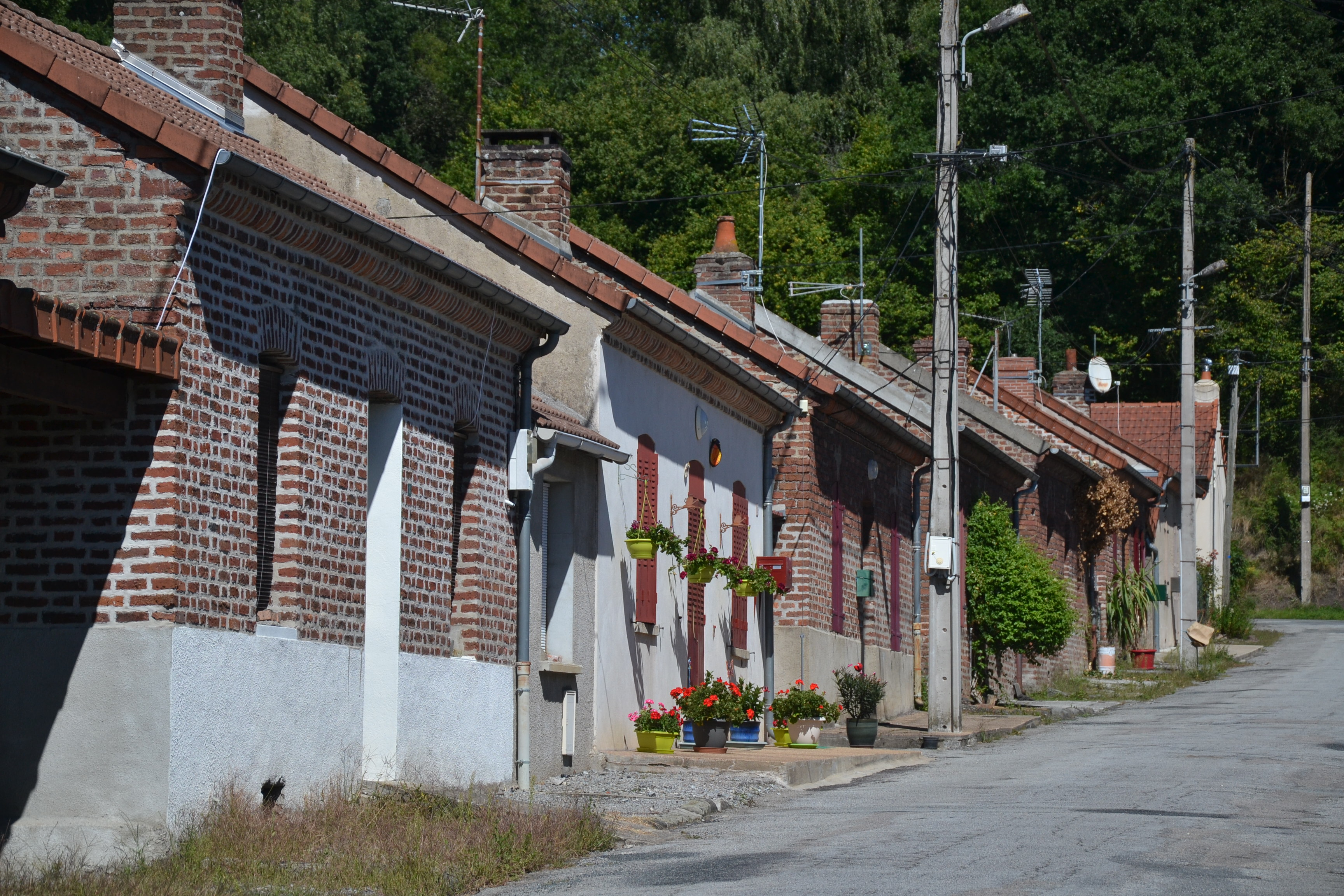
Cité minière Saint-Jacques.

Infrastructures minières
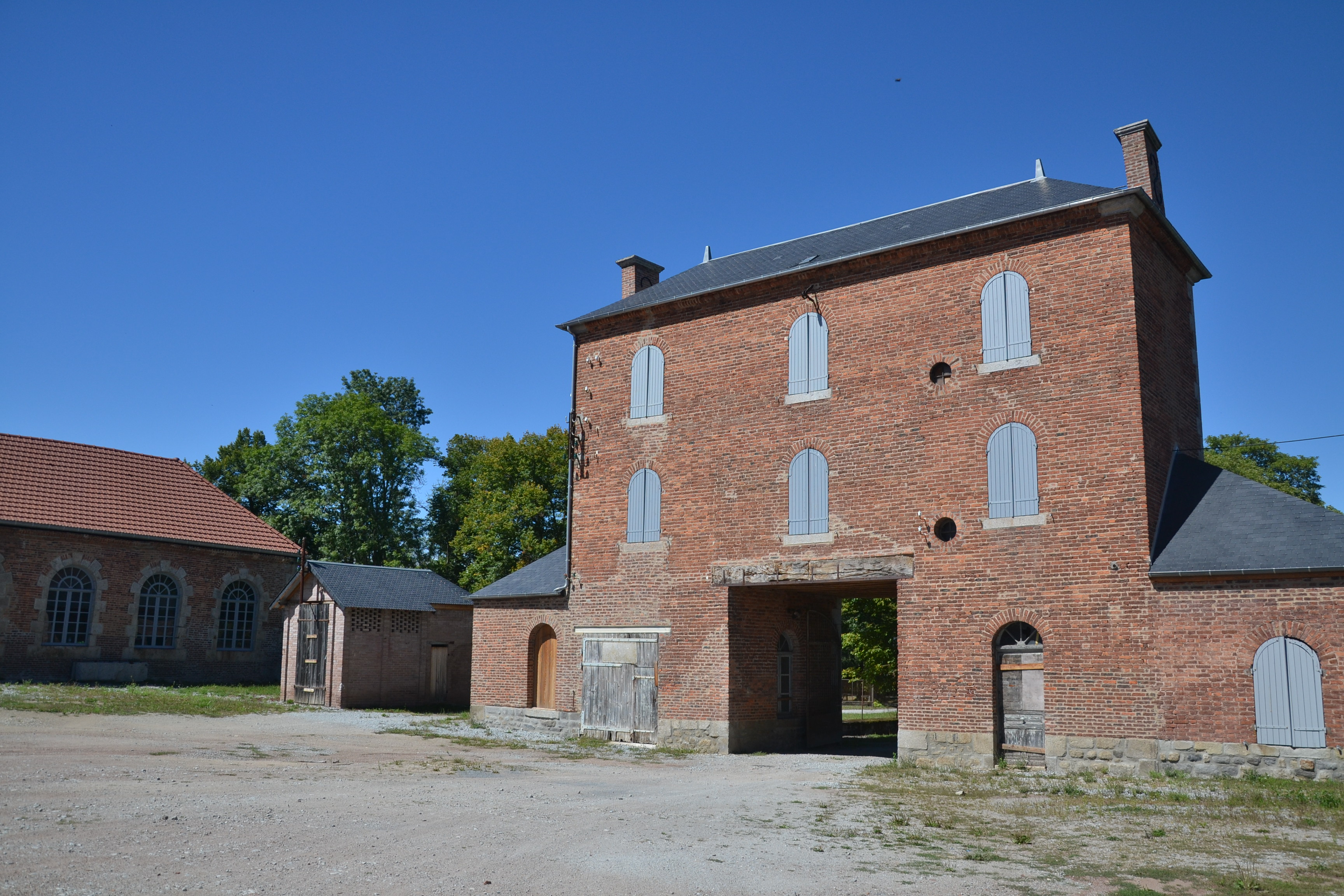
Anciens ateliers de la mine.
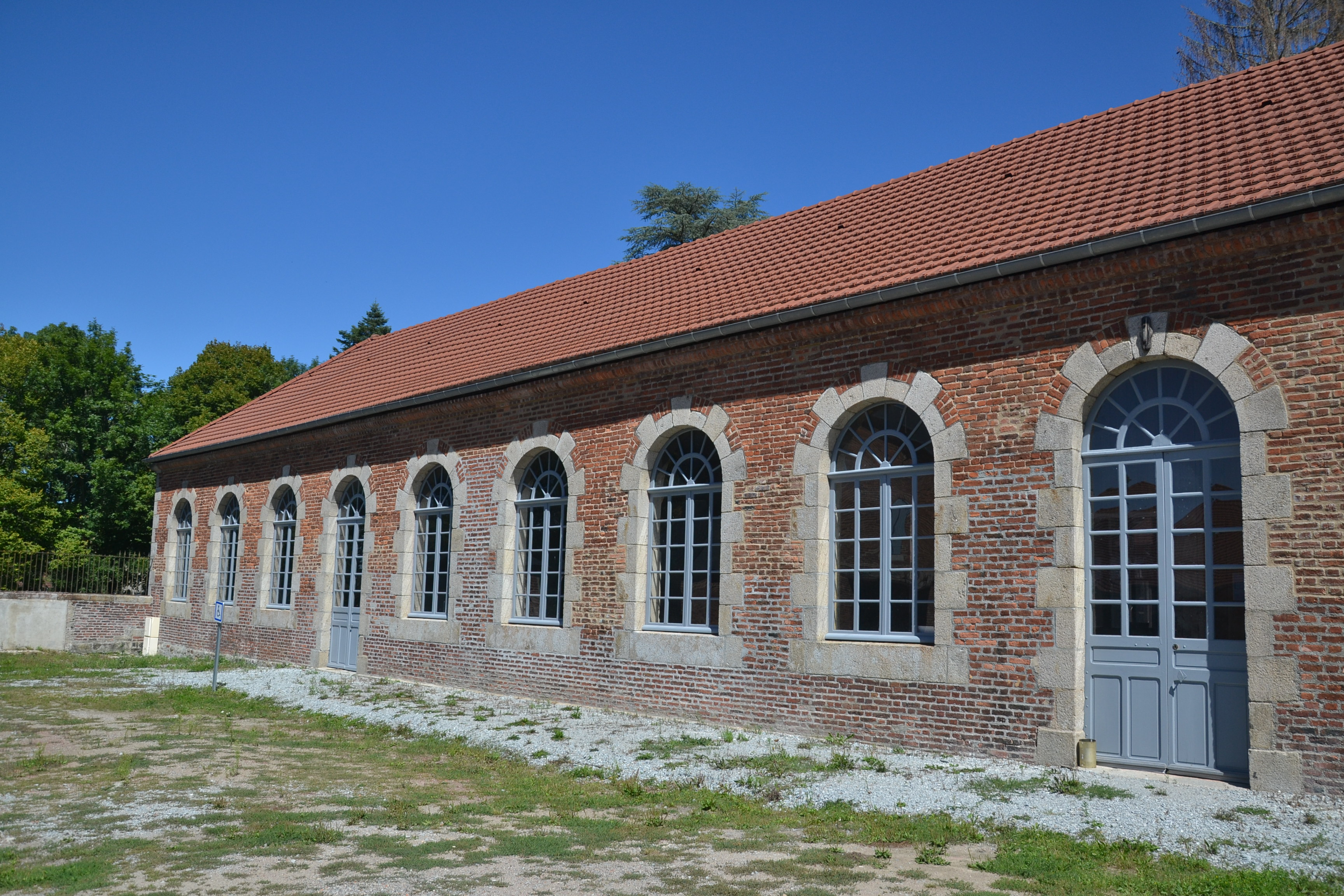
Anciens ateliers de la mine.
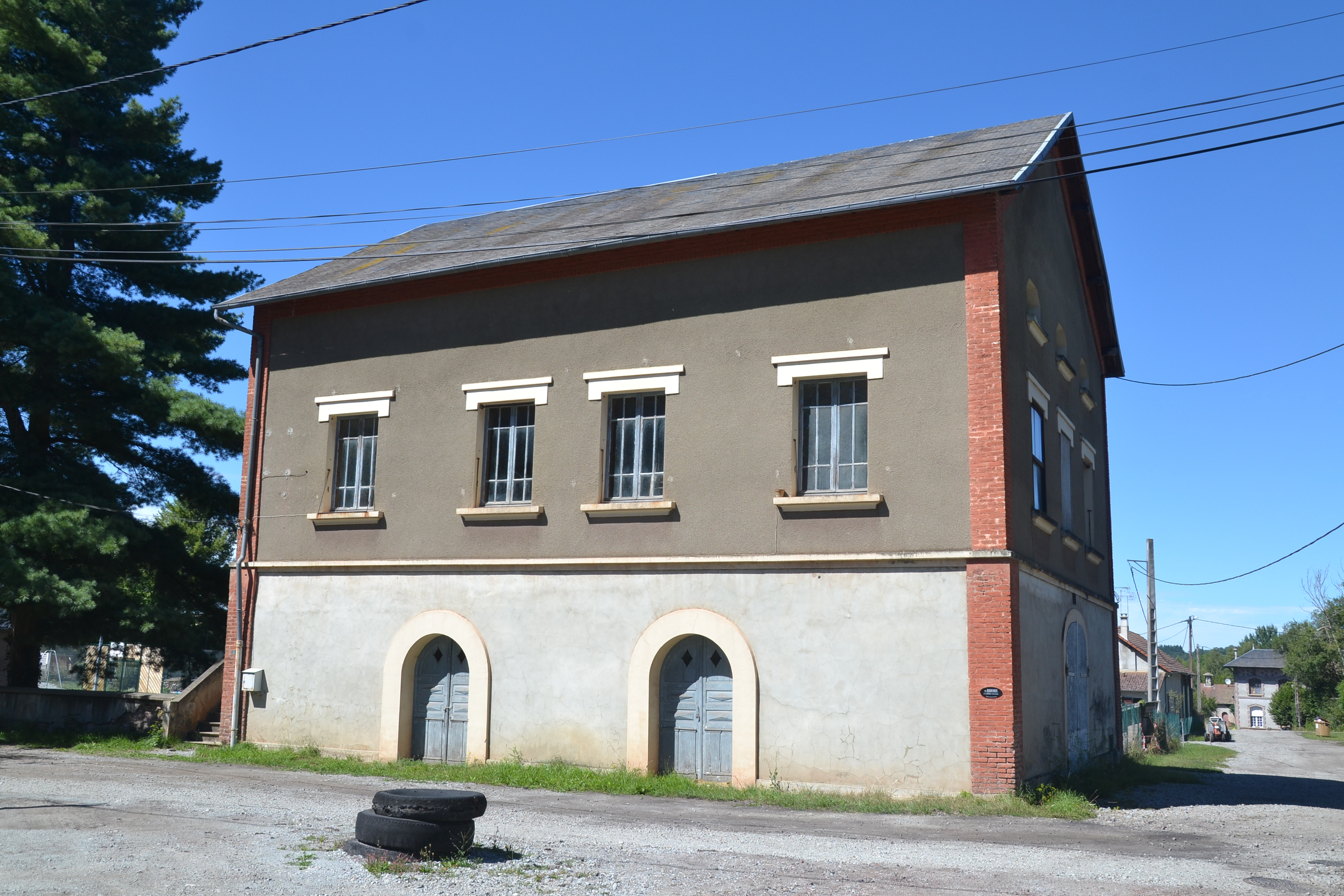
Bureaux de la mine (ancien bâtiment de la machine d'extraction du puits Central).
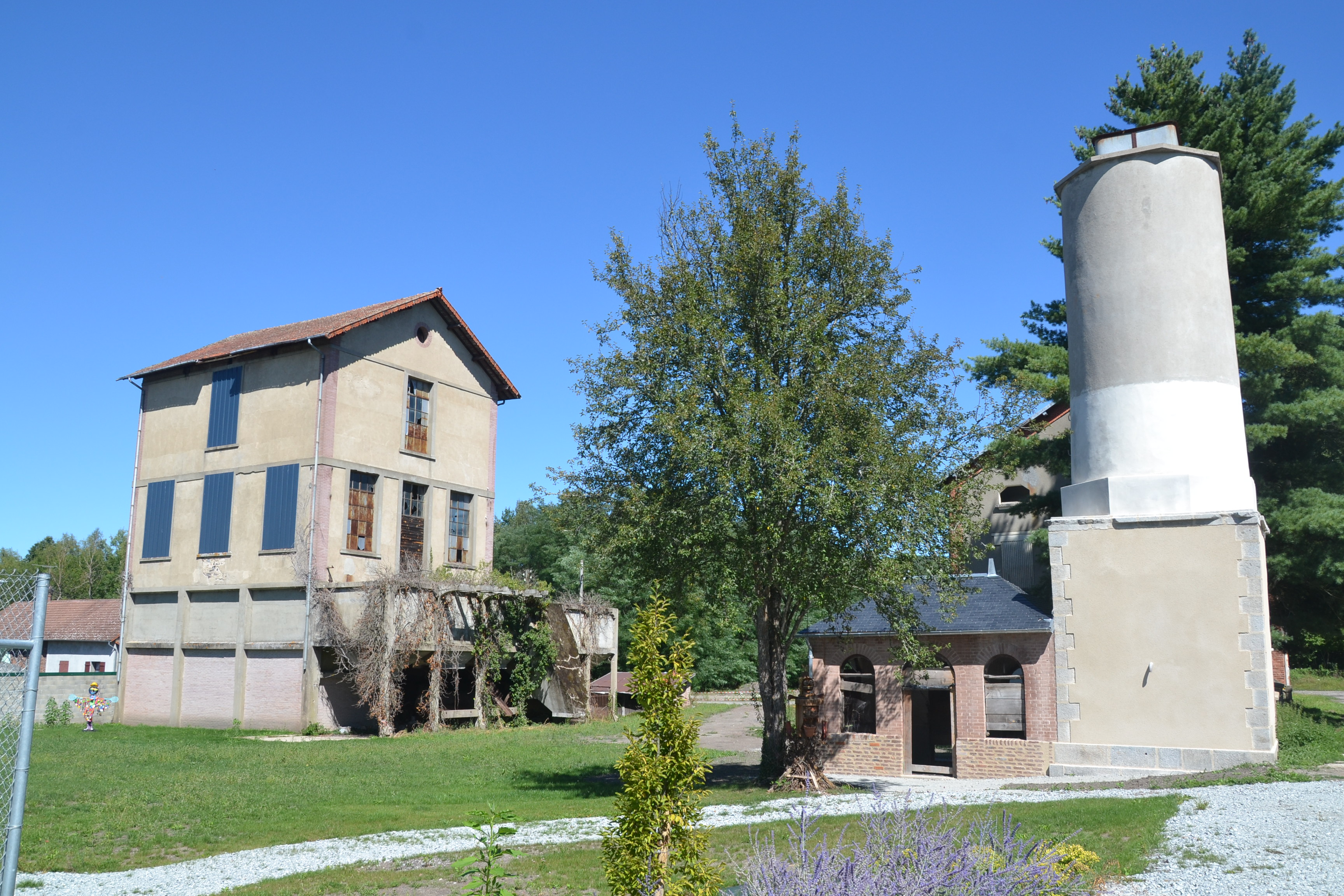
Sur la gauche, l'ancienne laverie (lavoir à charbon), sur la droite l'ancienne cheminée du puits Central transformée en château d'eau.

### L'après-mine

#### Dimension juridique et mémoire
Les sites miniers sont abandonnés de fait dès 1969, mais l'exploitant estime que l'activité n'est que « suspendue ». La Société de recherche et d'exploitation est finalement radiée du registre du commerce et des sociétés en 1976. La société anonyme des Houillères maintient son existence jusqu'en 2005, à travers la gestion du patrimoine immobilier alloué aux anciens mineurs, mais c'est l'État qui assure les travaux de maintenance et de sécurisation des sites.
Le 8 mars 2005, le tribunal de grande instance de Guéret prononce finalement la liquidation judiciaire de la Société anonyme des houillères d'Ahun, incapable d'assumer le remboursement des frais avancés par la puissance publique. Le 9 juin, les Archives départementales de la Creuse deviennent bénéficiaires du fonds de la Société,.

#### Gestion du risque
Le passé minier génère un risque notoire d'affaissements et d'effondrements, nécessitant la mise en place d'un volet minier dans le Dossier départemental des risques majeurs de la Creuse, qui concerne les communes de Lavaveix-les-Mines, Saint-Médard-la-Rochette, Saint-Martial-le-Mont, Saint-Pardoux-les-Cards et Le Moutier-d'Ahun.
En 2005, un inventaire des infrastructures a été réalisé en vue d'une préservation ciblée. Suivant une prescription du Préfet de la Creuse en date du 14 novembre 2000, la Direction régionale de l'industrie, de la recherche et de l'environnement a mis en place un Plan de prévention des risques miniers (PPRM), organisé des campagnes de sondage pour élaborer une cartographie des sites à risques, et programmé la destruction des chevalements et le nettoyage des anciens puits, entamés en 2006 et poursuivis dans les années suivantes. La majorité des installations minières, présentant des risques avérés pour la population, a donc disparu. En 2006, ne demeuraient que 40 des 210 sites historiques. Nombre d'entre-eux demeurent abandonnés.

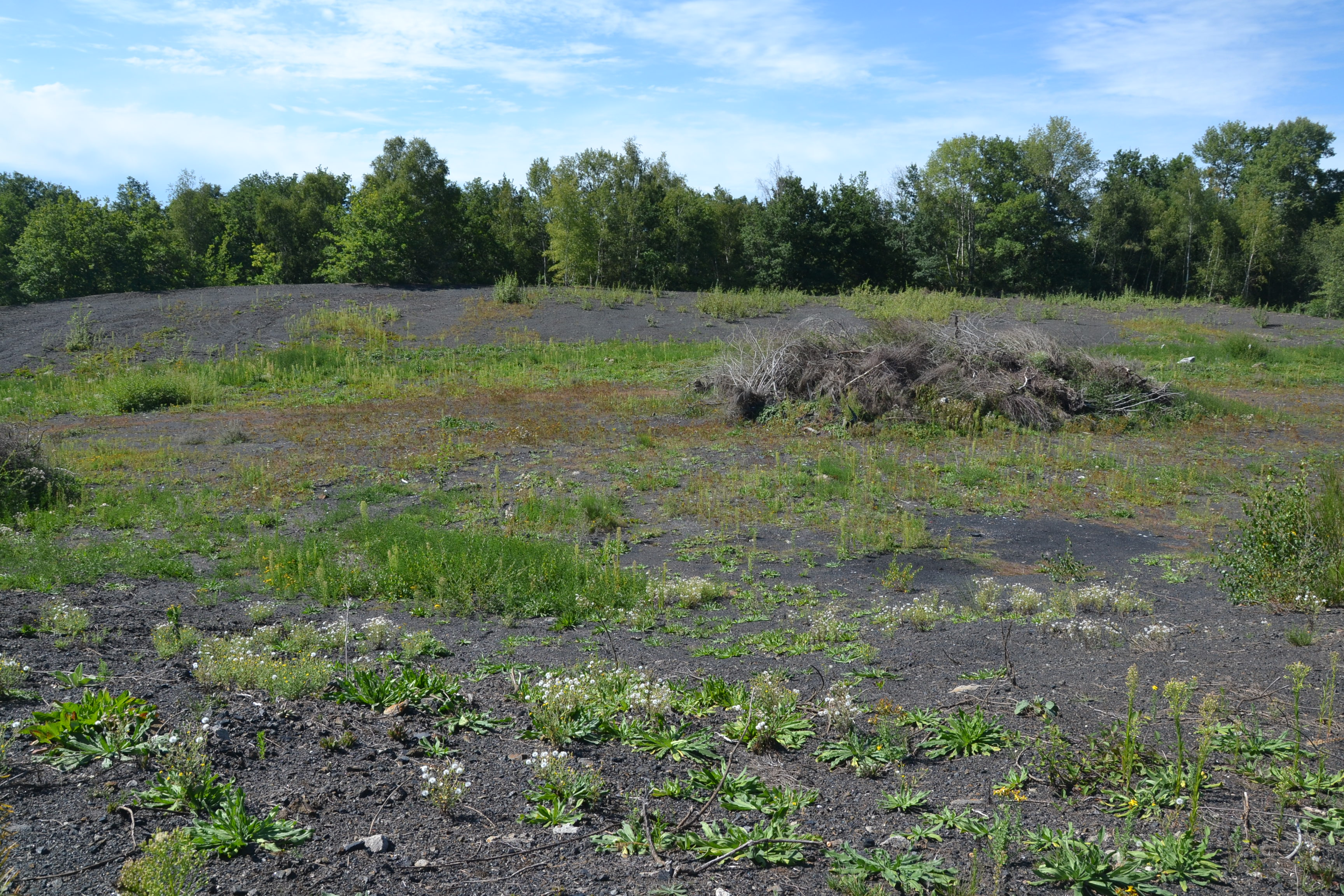
Site minier après nettoyage (ici en 2017).
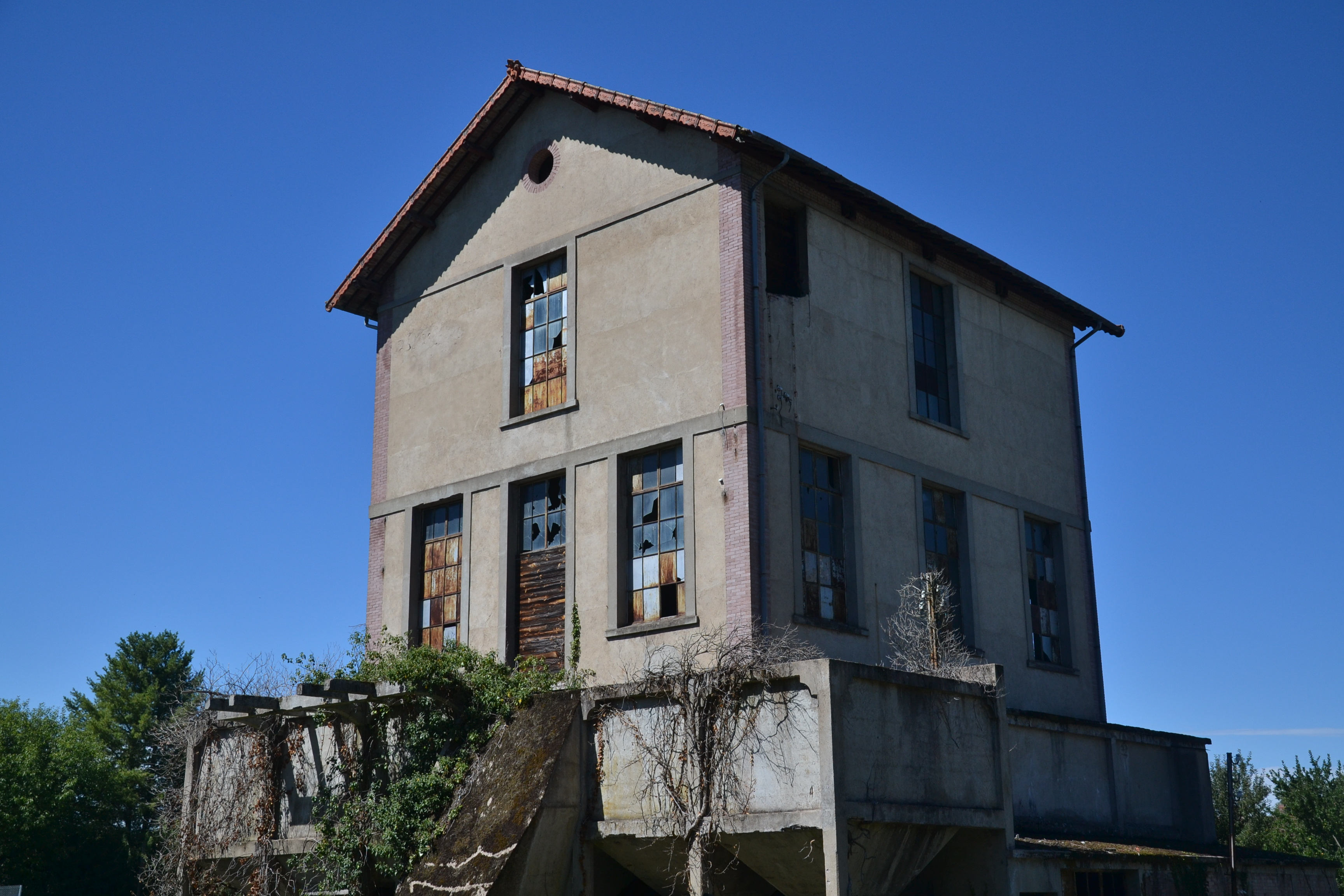
L'ancienne laverie (lavoir à charbon), en état de dégradation avancée.
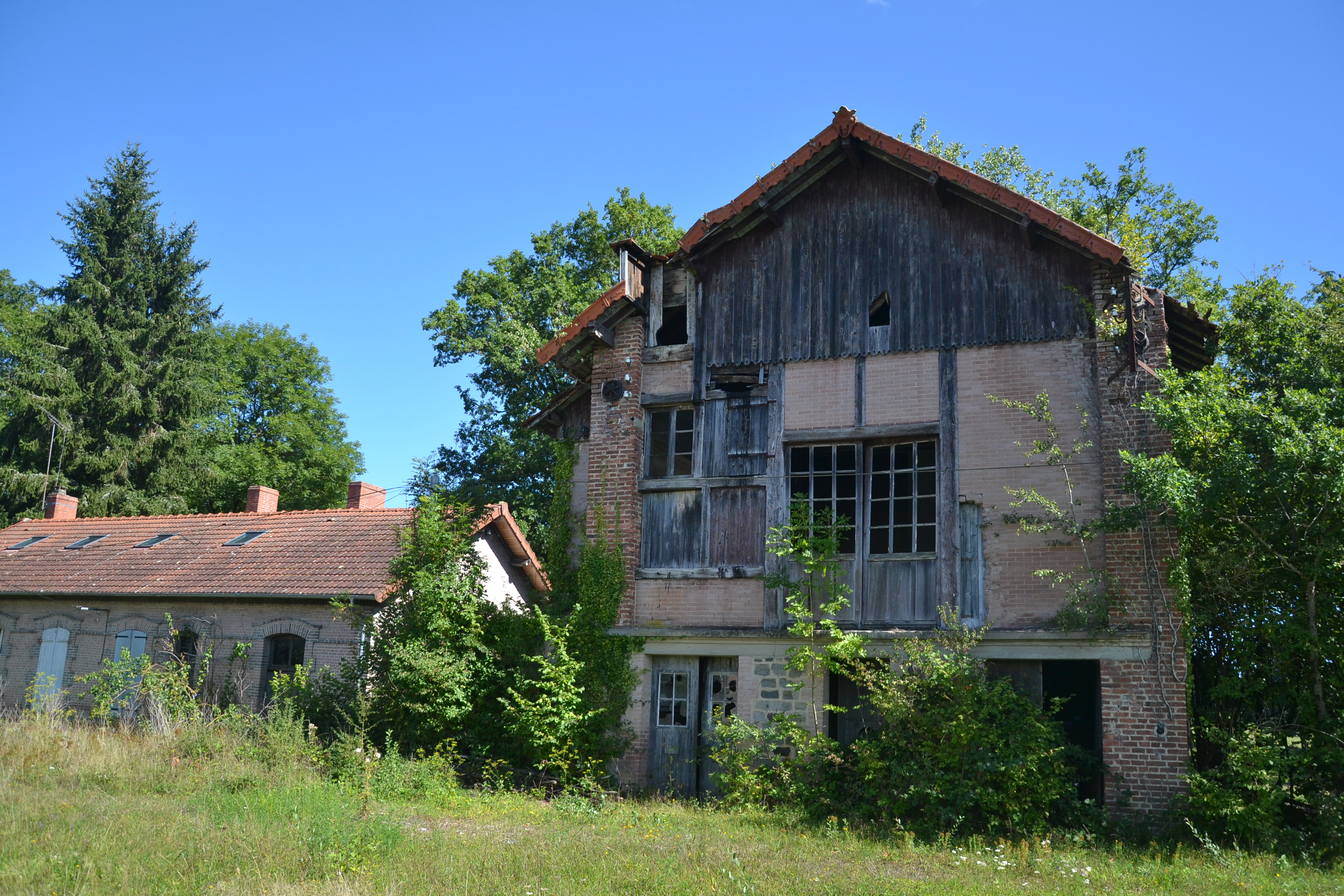
Vestiges du bâtiment de la machine d'extraction du puits Quatre de Saint-Médard-la-Rochette.
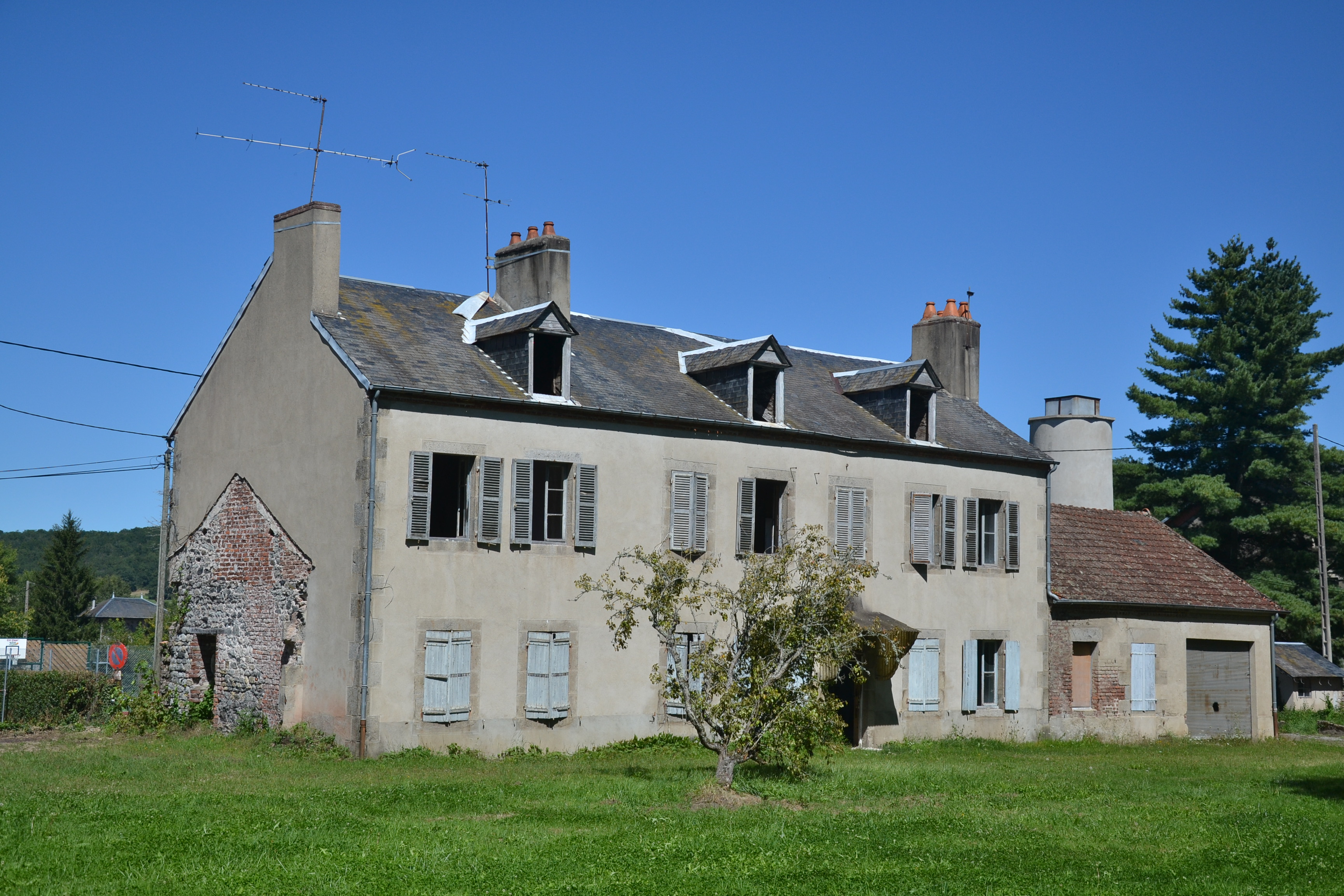
La maison des ingénieurs, abandonnée.

#### Valorisation patrimoniale et économique

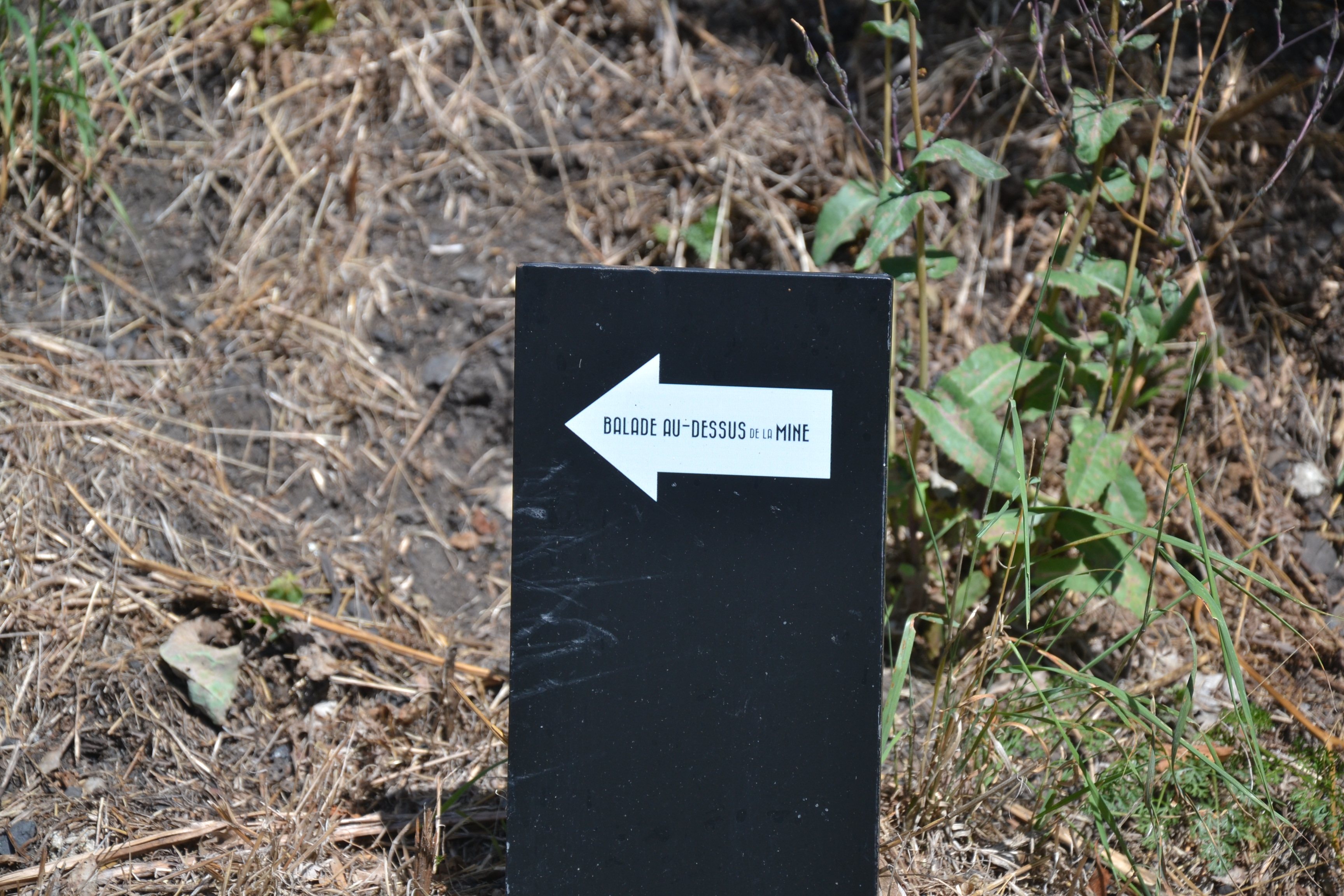
Balise du parcours d'interprétation Balade au-dessus de la mine.

Une partie des bâtiments des anciennes mines a été inscrite à l'Inventaire supplémentaire des monuments historiques le 13 juillet 2006,. Jehanne Lazaj estime que cette inscription, qui s'est faite dans l'urgence en raison de la liquidation de la Société des houillères et de la dégradation rapide des vestiges, pose de nombreuses questions en matière de gestion de l'urbanisme, sans résolution immédiate,,.
Soutenue par différents partenaires institutionnels locaux, nationaux et européens, et s'inscrivant dans un programme d'aménagement global du bourg, la commune de Lavaveix a mis en place un parcours d'interprétation sur son territoire, permettant de découvrir le patrimoine minier légué par l'exploitation des houillères,. La valorisation de ce patrimoine industriel suscite néanmoins des réflexions importantes.
Une partie des anciens ateliers de la mine a été réhabilitée, avec un soutien de la Fondation du patrimoine, et accueille des activités économiques (entreprises engagées dans le développement durable),. Devant initialement accueillir une Société coopérative et participative qui ne s'y est jamais installée, le site intègre en 2017 la dimension cotravail et rejoint la liste des tiers-lieux de la région Nouvelle-Aquitaine,, soutenu par la municipalité, la Communauté de communes de Chénérailles et le Pays Combraille en Marche,.